# Передмірське джерело
Передмірське джерело — гідрологічна пам'ятка природи місцевого значення в Україні. Розташоване у селі Передмірка Кременецького району Тернопільської області. 
Площа — 0,02. Оголошене об'єктом природно-заповідного фонду рішенням Тернопільської обласної ради від 18 березня 1994 року. Перебуває у віданні Передмірської сільської ради. 
Джерело питної води, що відіграє важливу науково-пізнавальну, історико-культурну та естетичну функції.